# Refratechnik
Refratechnik ist eine Unternehmensgruppe, bestehend aus mehreren Herstellern von Feuerfestwerkstoffen und Industriemineralen. Mutterunternehmen der Gruppe ist die Refratechnik Holding GmbH mit Sitz in München. Mit Feuerfeststeinen und -massen der Refratechnik werden Öfen zur Herstellung von Zement und Branntkalk, Eisen- und Nichteisenmetallen, keramischen Baustoffen, sowie Müllverbrennungsanlagen ausgerüstet. Industrieminerale sind der Ausgangsstoff für Feuerfestprodukte. Gleichzeitig sind sie auch Grundstoffe für eine Vielzahl industrieller Prozesse. Die Refratechnik-Gruppe entstand aus dem 1950 in Göttingen als Steinwerke Feuerfest Karl Albert gegründeten Unternehmen und wurde unter der Leitung von Alexander Tutsek (1927–2011) zu einer international agierenden Unternehmensgruppe ausgebaut.

## Geschichte

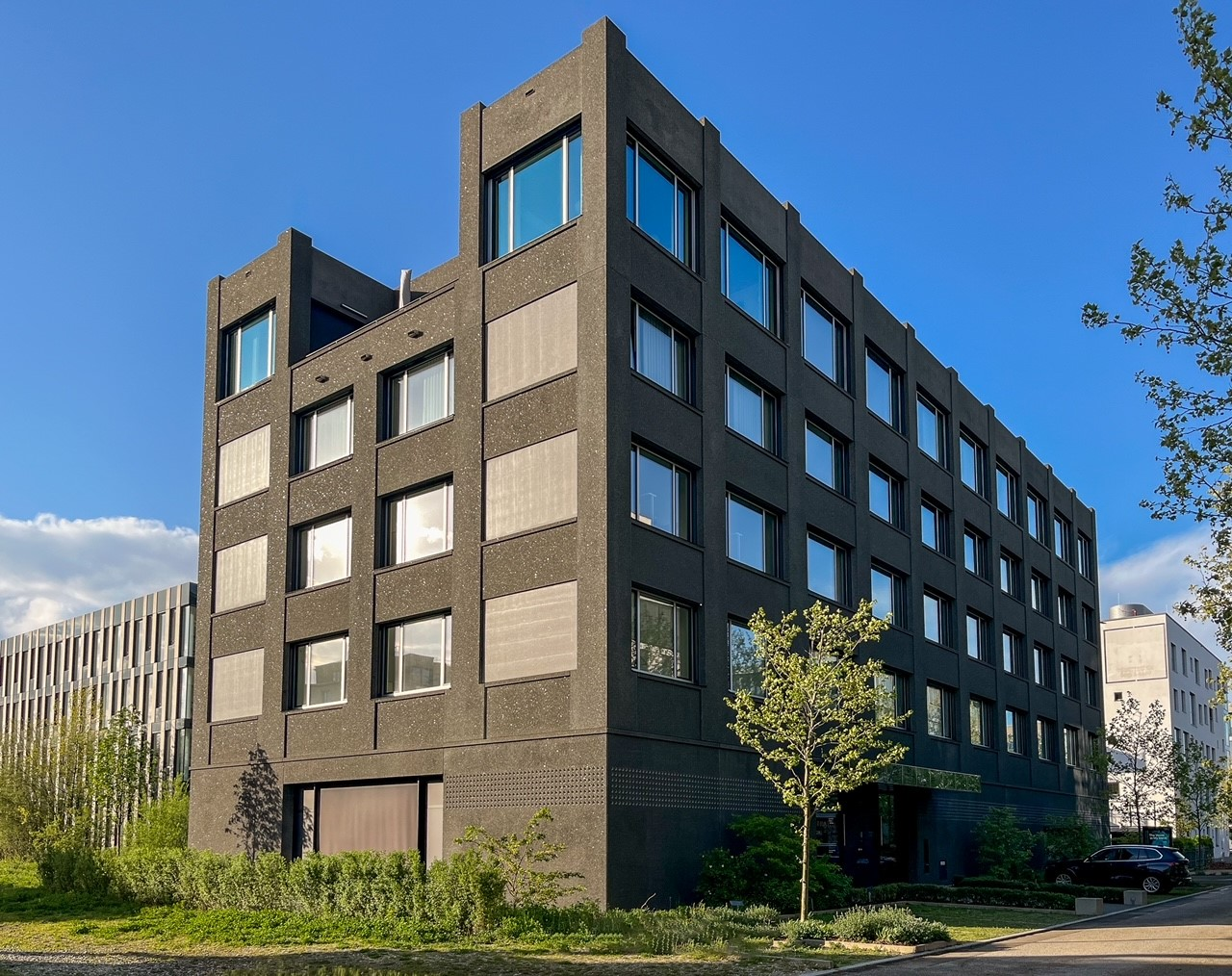
Hauptgebäude von Refratechnik in Neuschwabing

### Vorgeschichte und Gründung
Die Geschichte der Refratechnik-Gruppe begann 1950 mit der Gründung der Steinwerke Feuerfest Karl Albert Gesellschaft. Dieses Unternehmen produzierte feuerfeste Steine, die in Hochtemperatur-Industrieöfen für die Herstellung von Zement verwendet wurden. Alexander Tutsek, der Schwiegersohn des Gründers Karl Albert, stieg 1954 in das Unternehmen ein. Das Verkaufsvolumen des Unternehmens stagnierte, bis Alexander Tutsek 1959 die Leitung des Unternehmens übernahm. 1970 wurde erstmalig ein Umsatz von 30 Millionen DM erzielt. 1964 firmierte das Unternehmen Steinwerke Feuerfest Karl Albert Gesellschaft unter der Leitung von Tutsek zur Refratechnik GmbH um.

### Expansion
In den folgenden Jahren expandierte die Refratechnik. In Gochsheim wurde ein neues Werk erworben und eine Fabrik für feuerfeste Produkte in Gornal, Spanien, wurde ebenfalls gekauft. 1979 begann das Unternehmen die Expansion in den kanadischen Markt und erwarb die Baymag Inc. mit Sitz in Calgary. Das Unternehmen verfügte über ein Magnesitvorkommen mit Reserven von über 50 Millionen Tonnen auf einer Abbaufläche von 10.000 Hektar, wodurch die Rohstoffsicherheit des Unternehmens gesichert werden konnte. Mitte der 1980er Jahre belief sich der Umsatz von feuerfesten Steinen, Massen und Formkörpern für die Zementindustrie und Metallurgie erstmalig auf über 110 Millionen DM.
1995 erfolgte die Gründung der Refratechnik Holding GmbH & Co. KG, welche die Leitung der damaligen neun Vertriebs- und acht Produktionsstandorte übernahm. Im selben Jahr eröffnete das Unternehmen ihre erste Vertriebsstelle in China sowie ein Verkaufsbüro in Ungarn. 1999 kamen Vertriebsgesellschaften in den USA und Mexiko hinzu.
Das Unternehmen firmierte 2001 zur Refratechnik Holding GmbH um.
Zwischen 2003 und 2007 wurde vor allem die Expansion in China vorangetrieben. So wurden 2003 ein Werk in Dashiqiao und 2007 ein Werk in Zibo in Betrieb genommen. Ebenfalls 2007 gründete das Unternehmen die Refratechnik Asia Ltd. in Hongkong.

### Führungswechsel
Bis zu seinem Tode im Jahr 2011 war Alexander Tutsek alleiniger Gesellschafter und Vorsitzender der Geschäftsführung. Rechtsnachfolger als Gesellschafter wurden die gemeinnützige Alexander Tutsek-Stiftung, welche im Jahr 2000 gegründet wurde, sowie eine Familienstiftung. Zur Zeit seines Todes erzielte das Unternehmen einen Umsatz von etwa 400 Millionen Euro bei knapp 1200 Beschäftigten. Die Jahreskapazität lag bei 400.000 Tonnen gebrannten Steinen, 50.000 Tonnen ungeformten Produkten und 120.000 Tonnen Magnesit.

### Neue Entwicklungen
Im Jahr 2013 übernahm die Unternehmensgruppe die Burton GmbH & Co. KG, einen Hersteller von Tunnelöfensystemen für die keramische Industrie, welche im selben Jahr als Refratechnik Ceramics GmbH umfirmierte. In den nachfolgenden Jahren wurden international mehrere Niederlassungen gegründet, darunter in Indien, Dubai und Kolumbien.
2020 übernahm die Gruppe den australischen Hersteller von Magnesiaprodukten QMAG Ltd. mit Sitz in Queensland. Seit 2021 ist Refratechnik Mitglied im Verband der Deutschen Feuerfest-Industrie. 2023 eröffnete Refratechnik ein neues Werk für Feuerfestprodukte für die Stahl-, Zement- und Metall-Industrie in Indien.

## Unternehmensstruktur
Muttergesellschaft der Refratechnik-Gruppe ist die Refratechnik Holding GmbH mit Sitz in München. Die Gruppe ist tätig in der Feuerfestindustrie für Zement-, Kalk-, Stahl-, NE-Metall- und Keramikherstellung. Neben der Feuerfestproduktion ist die Gruppe auch in der Rohstoffgewinnung aktiv. Geführt wird die Gruppe seit dem Versterben des Gründers Alexander Tutsek von zwei Stiftungen; der Alexander Tutsek-Stiftung sowie der Alexander Tutsek und Eva-Maria Fahrner-Tutsek-Familienstiftung.
Im Geschäftsjahr 2022 erwirtschaftete das Unternehmen einen Umsatz von knapp 849,6 Millionen Euro und beschäftigte durchschnittlich 2138 Mitarbeiter.

### Beteiligungen und Standorte
Die Unternehmensgruppe verfügt über 20 Gesellschaften an 26 Standorten auf fünf Kontinenten, davon 11 Produktionsstätten. Die Refratechnik Holding GmbH verfügt unmittelbar über folgende Beteiligungen:
- Refratechnik Cement GmbH, Göttingen (100 %)
- Refratechnik Steel GmbH, Düsseldorf (100 %)
- Baymag Inc., Calgary (Kanada) (100 %)
- Refratechnik Asia Ltd., Hongkong (China) (100 %)
- Refratechnik Ceramics GmbH, Melle (100 %)
- QMAG Queensland Magnesia Pty Ltd., Parkhurst (Australien) (100 %)
- Minex Mineral Explorations GmbH, Graz (Österreich) (70 %)

Über die Refratechnik Cement GmbH bestehen zusätzlich weitere Tochtergesellschaften in Spanien, Italien, den USA, Mexiko und Kolumbien; die Refratechnik Steel GmbH besitzt weitere Tochtergesellschaften in Indien und Ungarn. Die Refratechnik Ceramics GmbH besitzt eine Tochtergesellschaft in Ungarn, die Refratechnik Asia Ltd. verfügt wiederum über mehrere Beteiligungen in China; in Dalian, Dashiqiao, Haicheng und Zibo.

## Produkte und Dienstleistungen
Die Unternehmensgruppe entwickelt, produziert und vertreibt Feuerfesttechnik für die Auskleidung von Hochtemperatur-Öfen für die Herstellung von Zement, Branntkalk, Eisen- und Nichteisenmetalle und keramische Baustoffe. Auch Müllverbrennungsanlagen werden ausgerüstet. Weiterhin entwickelt das Unternehmen Technologien im Bereich der Langlebigkeit von Feuerungsanlagen sowie der Reduzierung von Energiekosten und Emissionen. In Kanada, China und Australien ist die Gruppe zudem in der Rohstoffgewinnung tätig. Die Unternehmensgruppe installiert auch Komplettanlagen und bietet Recyclingdienste für verbrauchte Materialien an.
Durch die Produktion von Feuerfestprodukten für Zement und Kalk erwirtschaftet die Gruppe knapp die Hälfte ihres jährlichen Umsatzes. Bei der Produktion der Steine für solche Auskleidungen werden diese bei über 1000 Grad gebrannt, um später den Temperaturen in den Öfen standzuhalten. Ohne solche Auskleidungen können die Hochtemperatur-Öfen durch die Hitze beschädigt werden, da beispielsweise bei der Zementherstellung Rohstoffe auf bis zu 1450 Grad erhitzt werden.

## Auszeichnungen (Auswahl)
- 2020: Top100 Siegel für besondere Innovationskraft im Bereich Chemie/Kunststoff, Metallherstellung/-verarbeitung und Sicherheit, verliehen durch die Compamedia GmbH.[14][15]
- 2023: Niedersächsischer Außenwirtschaftspreis für die Refratechnik Cement GmbH, verliehen durch das Niedersächsische Ministerium für Wirtschaft, Bauen, Verkehr und Digitalisierung.[16]